# Achille Talon persiste et signe
Achille Talon persiste et signe ! est un album de bande dessinée réalisé par Greg, troisième tome de la série Achille Talon, paru en 1969 chez Dargaud.
Cet album se présente  en gags de deux pages, à l'exception du premier et du dernier. On commence à apercevoir le travail principal d'Achille, qui semble être chroniqueur au journal Polite, désigné encore à cette époque Pilote. 